# Kanton Embrun
Embrun is een kanton van het Franse departement Hautes-Alpes. Het kanton maakt deel uit van het arrondissement Gap.
Het heeft een oppervlakte van 392.02 km² en telt 10 897 inwoners in 2017, dat is een dichtheid van 28 inwoners/km².

## Gemeenten
Het kanton Embrun werd niet gewijzigd bij de herindelingen van 2014 en omvat nog steeds volgende gemeenten:
- Baratier
- Châteauroux-les-Alpes
- Crévoux
- Crots
- Embrun (hoofdplaats)
- Les Orres
- Saint-André-d'Embrun
- Saint-Sauveur